# Eolo
En la mitología griega, Eolo o Éolo (en griego: Αἴολος, Aíolos)  es el nombre de tres personajes distintos. Los datos ofrecidos por los mitógrafos han llevado a confundirlos. Eolo es recordado especialmente, en los textos hesiódicos, por ser el epónimo de los eolios, y en los textos homéricos por ser el guardián de los vientos. La percepción de la vulgata de Eolo como dios de los vientos es errónea pues en ninguna fuente se hace referencia a Eolo como una divinidad. Solo en la Eneida Eolo parece participar en ciertos beneficios divinos: [Eolo le agradece a Juno su postestad:] «Este reino, todo él, tú me lo has dado, tú el cetro y el favor de Júpiter, tú el sentarme a la mesa de los dioses, tú el mando sobre nubes y huracanes».

## Eolo (hijo de Helén)
Eolo fue hijo de Helén y de la ninfa Orséis y hermano de Doro y Juto. Se le describe como rey de Eólida (posteriormente llamada Tesalia) y se le supone la fundación de la rama eólica de la nación helénica. Dice Focio que cuando Helén murió sus tres hijos se repartieron el territorio; Eolo fue el primero en reivindicar su derecho a reinar sobre la tierra, delimitando su reino por dos ríos, el Asopo y el Enipeo, y es allí donde desciende la raza de los eolios. Según Apolodoro, Eolo desposó a Enárete, hija de Deímaco, con la que tuvo siete hijos: Creteo, Sísifo, Deyoneo, Salmoneo, Atamante, Perieres y Magnes; y también cinco hijas: Cálice, Cánace, Pisídice, Perimede y Alcíone. Otras fuentes dicen que su esposa fue Egialea, o Laódice, hija de Aloeo, o bien la náyade Ífide, hija del dios fluvial Peneo.
Parece que Eolo estaba arraigado en muchas genealogías helénicas, y así muchos otros descendientes eran atribuidos a Eolo. En la tragedia perdida de Eurípides, Eolo, se dice que el más joven de sus seis hijos, Macareo, mantuvo relaciones amorosas con la más joven de sus seis hermanas, Cánace. Horrorizado, Eolo envió a Cánace una espada para que se suicidase (Macareo también se suicidó) y arrojó al hijo incestuoso a los perros.En esa versión la madre de sus hijos fue una tal Anfítea.
Otros Eólidas Helénidas, variando las fuentes, son Etlio, Tritogenia, Macedón, Minias, Cércafo, Tanagra Ceix, Juto e incluso Yope (Casiopea). Este Eolo también tuvo una hija ilegítima llamada Arne, también llamada Melanipa o Antíope, que engendró con Hipe, hija del centauro Quirón. Esta Arne sería la madre del segundo Eolo por Poseidón. Otro de los hijos mencionados es Mimante que es vinculado al tercer Eolo (véase abajo) mediante una genealogía muy acomodaticia.

## Eolo (hijo de Poseidón)

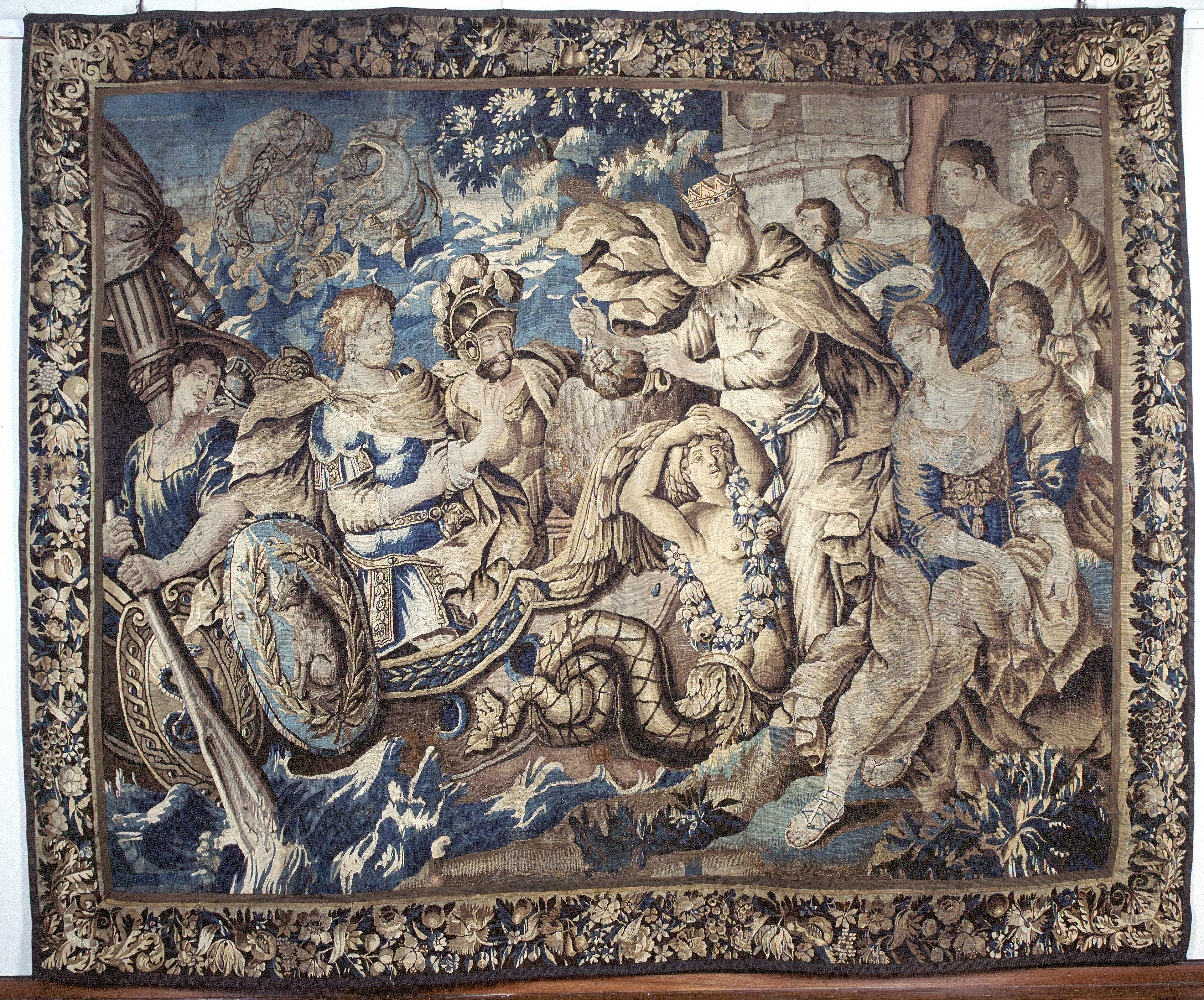
Tapiz de Aubusson basado en la pintura de Moillon. Ca. 1650.

Este Eolo fue hijo de Poseidón y Arne. Tuvo como gemelo a Beoto. Arne quedó embarazada de Poseidón. Se lo confesó a su padre, pero no la creyó y ordenó a un extranjero de la ciudad de Metaponto que se la llevara a su ciudad. Como consecuencia de ello, al nacer Beoto y Eolo, fueron adoptados por otro hombre llamado Metaponto, que no tenía hijos. Cuando los gemelos se hicieron mayores, se apoderaron del reino durante una revuelta. Después, hubo una disputa entre Arne y Autólite, la esposa de Metaponto. Eolo y Beoto tomaron partido por su madre, mataron a Autólite, y como Metaponto se indignó por ello, tuvieron que equipar unas naves y huir de la ciudad, con Arne y otros amigos. Beoto se marchó al país de su abuelo Eolo, lo sucedió en el trono y llamó Arne al país y beocios a sus habitantes; Eolo, por su parte, llegó hasta un grupo de islas en el mar Tirreno, las cuales recibieron en su honor el nombre de islas Eolias y se le atribuye también la fundación de la ciudad de Lípara.
En una versión alternativa, la madre de los gemelos es llamada Melanipe, hija de Desmontes o de Eolo, fue encadenada por su padre y había sido un rey de Icaria llamado Metaponto el que había adoptado a los gemelos, que habían sido abandonados. La esposa de Metaponto, llamada en esta versión Teano, había tenido otros hijos e incitó a que sus hijos matasen a Eolo y Beoto, pero estos últimos fueron los que salieron victoriosos y, tras ser avisados por Poseidón de que su verdadera madre estaba en prisión, la liberaron. Melanipe y Metaponto se casaron y Eolo y Beoto dieron nombre a Beocia y Eolia, respectivamente.
Aunque tradicionalmente su hogar ha sido identificado como una de las Islas Eólias, cerca de Sicilia, se ha sugerido como localización alternativa a Gramvousa en la costa noroccidental de Creta.

## Eolo (hijo de Hípotes)

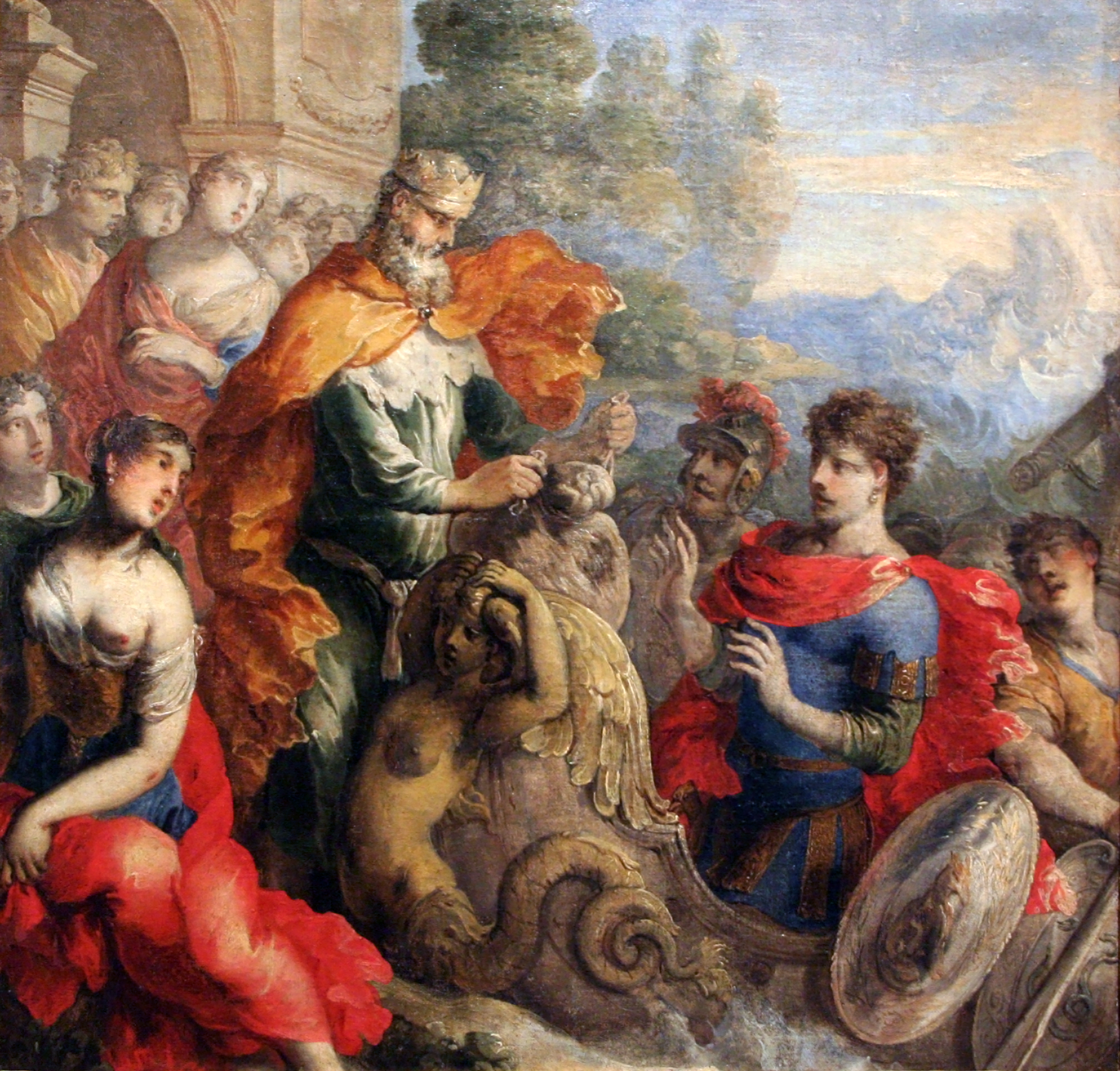
Óleo en lienzo de Isaac Moillon (1614-1673): Eolo entrega los vientos a Ulises(Éole donnant les vents à Ulysse). Museo de Tessé.

La paternidad de este tercer Eolo es atribuida a Hípotes, que, según cuenta Diodoro Sículo en su Biblioteca histórica, era hijo de Mimante, uno de los hijos del Eolo Helénida.
En otra parte de la obra de Diodoro que parece mezclar datos del segundo y del tercer Eolo, se narra cómo, al llegar a la isla de Lípara, donde reinaba el rey Líparo, ayudó a este a apoderarse de la zona de Sirrento. Mientras, él se casó con la hija del rey, Cíane, y se convirtió en rey de la isla. Era piadoso, justo y amable con los extranjeros, enseñó a los navegantes el manejo de las velas y se decía que era capaz de predecir los vientos. En este pasaje se mencionan seis hijos de Eolo: Agatirno, Astíoco, Androcles, Yocasto, Feremón y Juto; también se dice que tuvo seis hijas, pero no las menciona. El autor nos aclara que la madre de este Eolo era Melanipa.
Según la Odisea, este Eolo, Señor de los Vientos, vivía en la isla flotante de Eolia, con sus seis hijos y sus seis hijas, que se habían casado entre sí. Zeus le había dado el poder de controlar los vientos; Eolo los tenía encerrados y los gobernaba con un dominio absoluto, apresándolos o liberándolos a su antojo. Trató de ayudar a Odiseo, que lo visitó al retornar a Ítaca. Eolo lo trató muy bien, y le dio un viento favorable, además de un odre que contenía todos los vientos y que debía ser utilizado con cuidado. Sin embargo, la tripulación de Odiseo creyó que la bolsa contenía oro y la abrió, provocando graves tempestades. La nave terminó regresando a las costas de Eolia, pero Eolo se negó a ayudarlos de nuevo. Eolo es representado empuñando un cetro como símbolo de su autoridad, y rodeado de turbulentos remolinos, los Vientos, cada uno de los cuales era un dios. 
En un escolio de la Odisea nos nombra a sus hijos: Androcles, Crispo, Yocasto, Falacro, Feremón y Juto; y también sus hijas: Eole, Asticratía, Día, Hefestia, Ifte y Peribea. En esta fuente la esposa de Eolo es denominada como Telepora or Telepatra, hija de Lestrigón. Partenio de Nicea recuerda el encuentro amoroso entre Odiseo y la hija de Eolo, Polimele; se dice que esta última terminó comprometida con su propio hermano Diores.Según Diodoro Sículo Lápites, hijo de Eolo Hipótada, fue padre de Lesbo, epónimo de la isla de Lesbos.
Tzetzes nos dice que Eolo, como rey de Lípara y señor de los vientos, tuvo los siguientes hijos: Perifante, Agénor, Euquenor, Clímeno, Juto y Macareo; también cita a las Eólides: Clímene, Calitía, Eurígone, Lisídice, Cánace y una última hija innominada. Eolo unió en matrimonio a sus hijos con sus hijas para preservar la concordia y el afecto entre ellos.

## Catálogo de Eólidas
- Con Anfítea: seis hijas y seis hijos, entre ellos los más jóvenes y únicos nombrados, Cánace y Macareo.[11]
- Con Cíane, hija de Líparo (hijo de Ausón): Agatirno, Androcles, Astíoco, Feremón, Juto y Yocasto, además de seis hermanas innominadas.[26]
- Con Egialea: Alcíone.[6]
- Con Enárete, hija de Deímaco: Alcíone, Atamante, Cálice, Cánace, Creteo, Deyón, Magnes, Perieres, Perimede, Pisídice, Salmoneo y Sísifo.[4]
- Con Ífide, hija de Peneo: Salmoneo.[8]
- Con Laódice, hija de Aloeo: Creteo y Salmoneo[7]
- Con Melanipe o Hipe, hija de Quirón: Arne.[21]
- Con Telepora o Telepatra, hija de Lestrigón: Androcles, Asticratía, Crisipo, Día, Eole, Falacro, Feremón, Hefestia, Ifte, Juto, Peribea y Yocasto.[29]
- (Sin especificar la consorte): Aetlio,[12] Agénor,[32] Calitía,[32] Cánace,[32] Ceix,[18] Cércafo (abuelo de Amíntor),[16] Clímene,[32] Clímeno,[32] Diores,[30] Euquenor,[32] Eurígone,[32] Juto,[32] Lápites,[31] Lisídice,[32] Macareo,[32] Macedón,[14] Minias,[15] Mimante,[22] Perifante,[32] Polimela,[30] Tanagra,[17] Tritogenia[12] y Yope.[20] Se dice que Ferea, hija de Eolo, fue la madre de Hécate por Zeus.[34]
- En la Eneida, Juno le ofrece a la ninfa Deyopea (Δηιόπεια) como esposa a cambio de mandar sus vientos a la flota de Eneas para impedirle desembarcar en Italia.[35]